# Ron Zwerver
Ronald Ferdinand Zwerver, meglio noto come Ron (Amsterdam, 6 giugno 1967), è un ex pallavolista e allenatore di pallavolo olandese.